# Aeroportul Caicara del Orinoco
Aeroportul Caicara del Orinoco (IATA: CXA, ICAO: SVCD) este un aeroport din Bolívar, Venezuela ce deservește zona Caicara del Orinoco.
Situat la o altitudine de 43 m, aeroportul dispune de o singură pistă.